# Шэньчжоу (космический корабль)
«Шэньчжоу» (кит. упр. 神舟, пиньинь Shénzhōu, «Волшебная ладья»/«Священный челнок») — серия пилотируемых космических кораблей КНР. Как часть одноимённой космической программы корабли предназначены для доставки до трёх человек на орбитальную станцию. Разработка кораблей началась в 1992 году на основе концепции космического корабля «Союз». Первый (тестовый) полёт был выполнен в 1999 году. Полёт первого тайконавта, Ян Ливэя, — в 2003 году на корабле «Шэньчжоу-5».

## История

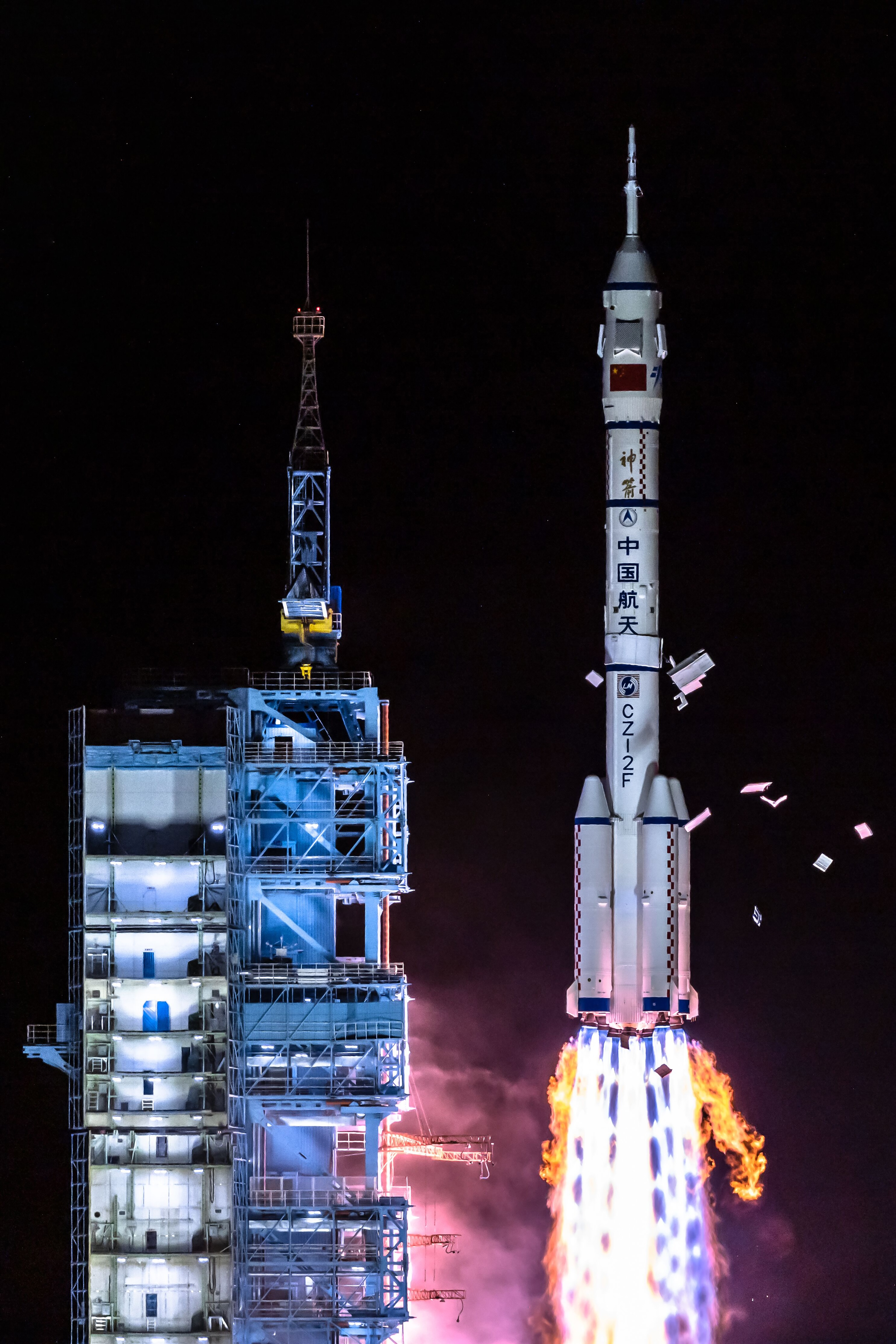
Запуск «Шэньчжоу-13»

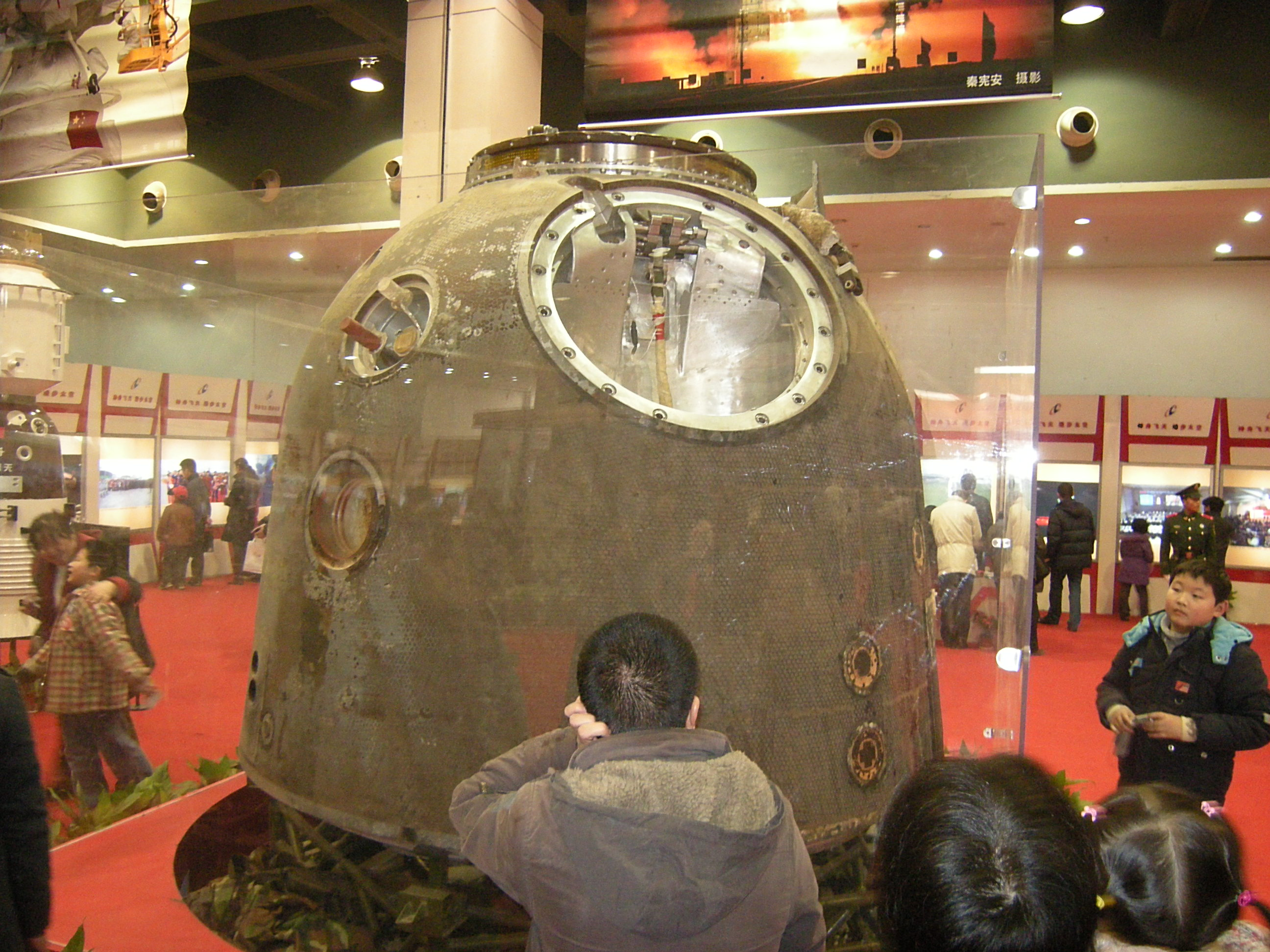
Спускаемый аппарат «Шэньчжоу-7»

Создание китайского пилотируемого космического корабля (проект-741, корабль «Шугуан») началось в 1968 году, но было остановлено в 1972 году из-за финансовых и других трудностей. В 1986 году была принята Программа 863, в которой было предусмотрено создание пилотируемого корабля.
Новый импульс работы получили с началом программы «Шэньчжоу». Первый этап программы, «проект 921-1», начался в 1992 году и предусматривал создание пилотируемых кораблей для доставки людей на орбиту и возвращения их на Землю. Проект получил утверждение и финансирование в том же году для четырёх пробных беспилотных испытательных полётов и последующих пилотируемых миссий.
Главным конструктором корабля стал Ци Фажэнь, главным конструктором программы «Шэньчжоу» — Ван Юнчжи, а с 2019 года — Чжоу Цзяньпин. Помощью в разработке корабля стало заключенное в 1995 году между Россией и Китаем межправительственное соглашение о передаче технологий, закупке агрегатов и систем корабля «Союз» и обучении китайских космонавтов. Китай получил данные о скафандрах, системах жизнеобеспечения и стыковки. По итогу разработки Шэньчжоу похож на корабли серии «Союз», однако больше их по размерам и обладает лучшей функциональностью.
Первый пилотируемый полёт корабля «Шэньчжоу-5» сделал Китай в 2003 году третьей страной мира, самостоятельно отправившей человека в космос.

## Конструкция
«Шэньчжоу» состоит из трёх основных частей: носового орбитального отсека (轨道舱), спускаемого аппарата (返回舱) в середине и кормового служебного отсека (推进舱).
Характеристики корабля
Общая масса: 7840 кг
Длина: 9,25 м
Диаметр: 2,80 м
Ширина: 17,00 м (при раскрытых солнечных батареях)
Полезный объём: 14 м³, в том числе спускаемый аппарат — 6 м³.
Справа и слева от ложементов в корабле расположены два крупных иллюминатора.
На кораблях, выполнявших одиночные полёты, орбитальный отсек после отделения от спускаемого аппарата мог функционировать в качестве спутника Земли.

## Запуски
Все запуски производились специально разработанной под корабль «Шэньчжоу» ракетой-носителем «Чанчжэн-2F». На 1 мая 2025 года Китай запустил 20 космических аппаратов от «Шэньчжоу-1» до «Шэньчжоу-20», в том числе 15 пилотируемых миссий и 5 беспилотных миссий.
| Миссия      | Эмблема      | Запуск           | Продолжительность   | Посадка          | Экипаж       | Заметки |
| ----------- | ------------ | ---------------- | ------------------- | ---------------- | ------------ | --- |
| Шэньчжоу-1  | -            | 19 ноября 1999   | 22 ч. 11 мин.       | 20 ноября 1999   | -            | Тестовый полёт нового космического корабля «Шэньчжоу».                                                                                    |
| Шэньчжоу-2  | -            | 9 января 2001    | 7 д. 10 ч. 22 мин.  | 16 января 2001   | -            | Научные эксперименты с живыми организмами.                                                                                                |
| Шэньчжоу-3  | -            | 25 марта 2002    | 6 д. 18 ч. 51 мин.  | 1 апреля 2002    | -            | Эксперименты по имитации полёта человека (манекен).                                                                                       |
| Шэньчжоу-4  | -            | 29 декабря 2002  | 7 д. 10 ч. 22 мин.  | 5 января 2003    | -            | Эксперименты по имитации полёта человека (манекен в скафандре).                                                                           |
| Шэньчжоу-5  |              | 15 октября 2003  | 21 ч. 22 мин.       | 15 октября 2003  | Ян Ливэй     | Первый китайский пилотируемый полёт. |
| Шэньчжоу-6  |              | 12 октября 2005  | 4 д. 19 ч. 33 мин.  | 16 октября 2005  | Фэй Цзюньлун | Первый космический полёт двух тайконавтов.                                                                                                |
| Шэньчжоу-6  | Не Хайшэн    | 12 октября 2005  | 4 д. 19 ч. 33 мин.  | 16 октября 2005  |              | Первый космический полёт двух тайконавтов.                                                                                                |
| Шэньчжоу-7  |              | 25 сентября 2008 | 2 д. 20 ч. 27 мин.  | 28 сентября 2008 | Лю Бомин     | Первый космический полёт трёх тайконавтов. Первый выход в открытый космос (17 мин).                                                       |
| Шэньчжоу-7  | Чжай Чжиган  | 25 сентября 2008 | 2 д. 20 ч. 27 мин.  | 28 сентября 2008 |              | Первый космический полёт трёх тайконавтов. Первый выход в открытый космос (17 мин).                                                       |
| Шэньчжоу-7  | Цзин Хайпэн  | 25 сентября 2008 | 2 д. 20 ч. 27 мин.  | 28 сентября 2008 |              | Первый космический полёт трёх тайконавтов. Первый выход в открытый космос (17 мин).                                                       |
| Шэньчжоу-8  | -            | 31 октября 2011  | 16 д. 13 ч. 34 мин. | 3 ноября 2011    | -            | Отработка технологии сближения и стыковки с орбитальной станцией «Тяньгун-1».                                                             |
| Шэньчжоу-9  |              | 16 июня 2012     | 12 д. 15 ч. 24 мин. | 29 июня 2012     | Цзин Хайпэн  | Первая экспедиция и стыковка с космическим модулем «Тяньгун-1». Первая женщина-тайконавт. Произведены научные и технические эксперименты. |
| Шэньчжоу-9  | Лю Ван       | 16 июня 2012     | 12 д. 15 ч. 24 мин. | 29 июня 2012     |              | Первая экспедиция и стыковка с космическим модулем «Тяньгун-1». Первая женщина-тайконавт. Произведены научные и технические эксперименты. |
| Шэньчжоу-9  | Лю Ян        | 16 июня 2012     | 12 д. 15 ч. 24 мин. | 29 июня 2012     |              | Первая экспедиция и стыковка с космическим модулем «Тяньгун-1». Первая женщина-тайконавт. Произведены научные и технические эксперименты. |
| Шэньчжоу-10 |              | 11 июня 2013     | 14 д. 14 ч. 29 мин. | 26 июня 2013     | Не Хайшэн    | Успешная стыковка с космической лабораторией «Тяньгун-1», также произведена отработка ручного режима стыковки. Вторая женщина-тайконавт.  |
| Шэньчжоу-10 | Чжан Сяогуан | 11 июня 2013     | 14 д. 14 ч. 29 мин. | 26 июня 2013     |              | Успешная стыковка с космической лабораторией «Тяньгун-1», также произведена отработка ручного режима стыковки. Вторая женщина-тайконавт.  |
| Шэньчжоу-10 | Ван Япин     | 11 июня 2013     | 14 д. 14 ч. 29 мин. | 26 июня 2013     |              | Успешная стыковка с космической лабораторией «Тяньгун-1», также произведена отработка ручного режима стыковки. Вторая женщина-тайконавт.  |
| Шэньчжоу-11 |              | 16 октября 2016  | 32 д. 6 ч. 13 мин.  | 18 ноября 2016   | Цзин Хайпэн  | Успешная стыковка с космической лабораторией «Тяньгун-2». Выполнение экспериментов в невесомости.                                         |
| Шэньчжоу-11 | Чэнь Дун     | 16 октября 2016  | 32 д. 6 ч. 13 мин.  | 18 ноября 2016   |              | Успешная стыковка с космической лабораторией «Тяньгун-2». Выполнение экспериментов в невесомости.                                         |

Полёты на станцию «Тяньгун»
| Миссия              | Эмблема       | Запуск (UTC)           | Продолжительность     | Посадка               | Экипаж       | Заметки |
| ------------------- | ------------- | ---------------------- | --------------------- | --------------------- | ------------ | --- |
| Шэньчжоу-12         |               | 17 июня 2021           | 92 д. 4 ч. 11 м.      | 17 сентября 2021      | Не Хайшэн    | Тестирование базового модуля «Тяньхэ» орбитальной станции «Тяньгун». 2 выхода в открытый космос.                                     |
| Шэньчжоу-12         | Лю Бомин      | 17 июня 2021           | 92 д. 4 ч. 11 м.      | 17 сентября 2021      |              | Тестирование базового модуля «Тяньхэ» орбитальной станции «Тяньгун». 2 выхода в открытый космос.                                     |
| Шэньчжоу-12         | Тан Хунбо     | 17 июня 2021           | 92 д. 4 ч. 11 м.      | 17 сентября 2021      |              | Тестирование базового модуля «Тяньхэ» орбитальной станции «Тяньгун». 2 выхода в открытый космос.                                     |
| Шэньчжоу-13         |               | 15 октября 2021        | 182 д. 9 ч. 32 м.     | 16 апреля 2022        | Чжай Чжиган  | Продолжение строительства орбитальной станции «Тяньгун». 2 выхода в открытый космос.                                                 |
| Шэньчжоу-13         | Ван Япин      | 15 октября 2021        | 182 д. 9 ч. 32 м.     | 16 апреля 2022        |              | Продолжение строительства орбитальной станции «Тяньгун». 2 выхода в открытый космос.                                                 |
| Шэньчжоу-13         | Е Гуанфу      | 15 октября 2021        | 182 д. 9 ч. 32 м.     | 16 апреля 2022        |              | Продолжение строительства орбитальной станции «Тяньгун». 2 выхода в открытый космос.                                                 |
| Шэньчжоу-14         |               | 5 июня 2022            | 181 д. 17 ч. 19 м.    | 4 декабря 2022        | Чэнь Дун     | Завершение первого этапа строительства КМКС. Пристыковка модулей «Вэньтянь» и (запланировано) «Мэнтянь». 3 выхода в открытый космос. |
| Шэньчжоу-14         | Лю Ян         | 5 июня 2022            | 181 д. 17 ч. 19 м.    | 4 декабря 2022        |              | Завершение первого этапа строительства КМКС. Пристыковка модулей «Вэньтянь» и (запланировано) «Мэнтянь». 3 выхода в открытый космос. |
| Шэньчжоу-14         | Цай Сюйчжэ    | 5 июня 2022            | 181 д. 17 ч. 19 м.    | 4 декабря 2022        |              | Завершение первого этапа строительства КМКС. Пристыковка модулей «Вэньтянь» и (запланировано) «Мэнтянь». 3 выхода в открытый космос. |
| Шэньчжоу-15         |               | 29 ноября 2022         | 186 д. 7 ч. 24 м.     | 3 июня 2023           | Фэй Цзюньлун | |
| Шэньчжоу-15         | Дэн Цинмин    | 29 ноября 2022         | 186 д. 7 ч. 24 м.     | 3 июня 2023           |              | |
| Шэньчжоу-15         | Чжан Лу       | 29 ноября 2022         | 186 д. 7 ч. 24 м.     | 3 июня 2023           |              | |
| Шэньчжоу-16         |               | 30 мая 2023            | 153 д 22 ч 40 м       | 31 октября 2023       | Цзин Хайпэн  | |
| Шэньчжоу-16         | Чжу Янчжу     | 30 мая 2023            | 153 д 22 ч 40 м       | 31 октября 2023       |              | |
| Шэньчжоу-16         | Гуй Хайчао    | 30 мая 2023            | 153 д 22 ч 40 м       | 31 октября 2023       |              | |
| Шэньчжоу-17         |               | 26 октября 2023        | 187 сут. 6 ч. 32 мин. | 30 апреля 2024, 09:46 | Тан Хунбо    | |
| Шэньчжоу-17         | Тан Шэнцзе    | 26 октября 2023        | 187 сут. 6 ч. 32 мин. | 30 апреля 2024, 09:46 |              | |
| Шэньчжоу-17         | Цзян Синьлинь | 26 октября 2023        | 187 сут. 6 ч. 32 мин. | 30 апреля 2024, 09:46 |              | |
| Шэньчжоу-18         |               | 25 апреля 2024, 12:59  | ~447 д / 180 д (план) | октябрь 2024 (план)   | Е Гуанфу     | |
| Шэньчжоу-18         | Ли Цун        | 25 апреля 2024, 12:59  | ~447 д / 180 д (план) | октябрь 2024 (план)   |              | |
| Шэньчжоу-18         | Ли Гуансу     | 25 апреля 2024, 12:59  | ~447 д / 180 д (план) | октябрь 2024 (план)   |              | |
| Шэньчжоу-19         |               | 24 октября 2024, 20:27 | 182 д. 8 ч. 42 м.     | 29 апреля 2025, 9:17  |              | |
| Шэньчжоу-19         |               | 24 октября 2024, 20:27 | 182 д. 8 ч. 42 м.     | 29 апреля 2025, 9:17  |              | |
| Шэньчжоу-19         |               | 24 октября 2024, 20:27 | 182 д. 8 ч. 42 м.     | 29 апреля 2025, 9:17  |              | |
| Планируемые запуски |               |                        |                       |                       |              | |
| Шэньчжоу-20         |               | 24 апреля 2025, 9:17   | 180 д. (план)         | ноябрь 2025           |              | |

## Факты
В честь корабля назван астероид (8256) Шэньчжоу.